# Договір про прийняття Криму до складу Росії
Договір про прийняття Криму до складу Росії (відомий як Договір про анексію Криму, офіційна повна назва: Договір між Російською Федерацією і Республікою Крим про прийняття в Російську Федерацію Республіки Крим та утворення в складі Російської Федерації нових суб'єктів (рос. Договор между Российской Федерацией и Республикой Крым о принятии в Российскую Федерацию Республики Крым и образовании в составе Российской Федерации новых субъектов) — несумісний з міжнародним правом договір від 18 березня 2014 про входження невизнаної міжнародною спільнотою Республіки Крим до складу Російської Федерації, що розглядається як спроба легалізації Росією окупації Кримського півострова.

## Передісторія
Окупація Криму почалася на тлі революції Гідності в січні-лютому 2014-го, після втечі тодішнього Президента України Віктора Януковича та затвердження нового Кабінету Міністрів на чолі з Арсенієм Яценюком.
У ніч на 27 лютого 2014 будівлі Верховної Ради та Уряду АР Крим захопили озброєні невідомі особи та встановили на будівлях російські прапори.
Протягом наступних днів відбувалася ескалація конфлікту силами Збройних сил Російської Федерації у формі без розпізнавальних знаків, козачих загонів та інших формувань із громадян РФ, у тому числі тих що представлялися «кримською самообороною», що здійснювали широкомасштабне захоплення півострову.
Президент Росії Путін подав на розгляд Ради Федерації РФ звернення щодо використання російських збройних сил на території України до стабілізації суспільно-політичної обстановки у державі, яке і було підтримано одноголосно 1 березня.
11 березня Верховною Радою АР Крим прийнята Декларація незалежності Автономної Республіки Крим та міста Севастополь. Вона проголошує Автономну Республіку Крим включно з містом Севастополь суверенною державою — так званою «Республікою Крим».
16 березня відбувся незаконний, невизнаний українською владою і міжнародним співтовариством, сфальсифікований «референдум про статус Криму», в ході якого за «входження Криму до складу РФ як суб'єкта Федерації» за даними російської влади проголосувало 95,5 % виборців при явці 82,7 %.

## Підписання і ратифікація

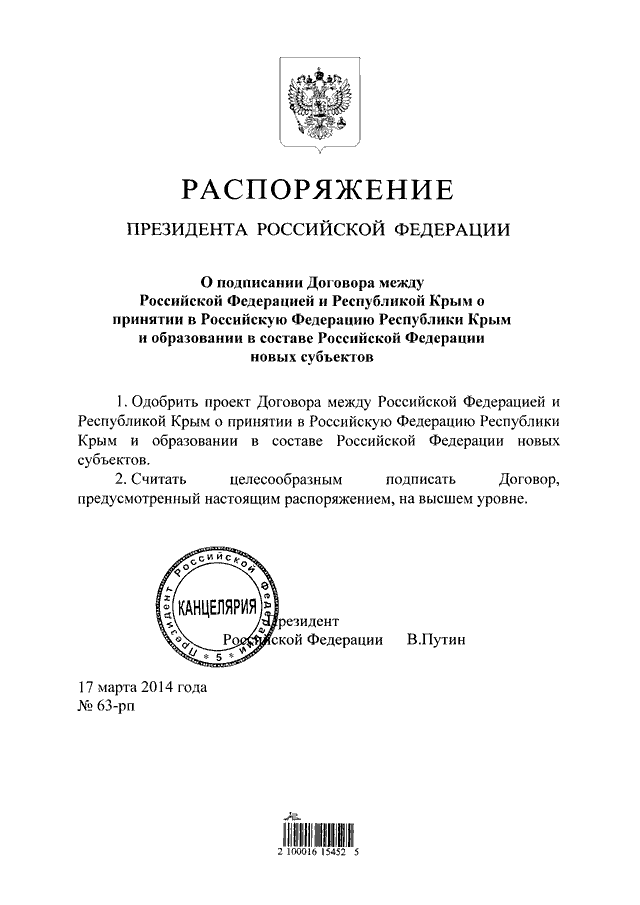
Розпорядження В. Путіна про схвалення договору

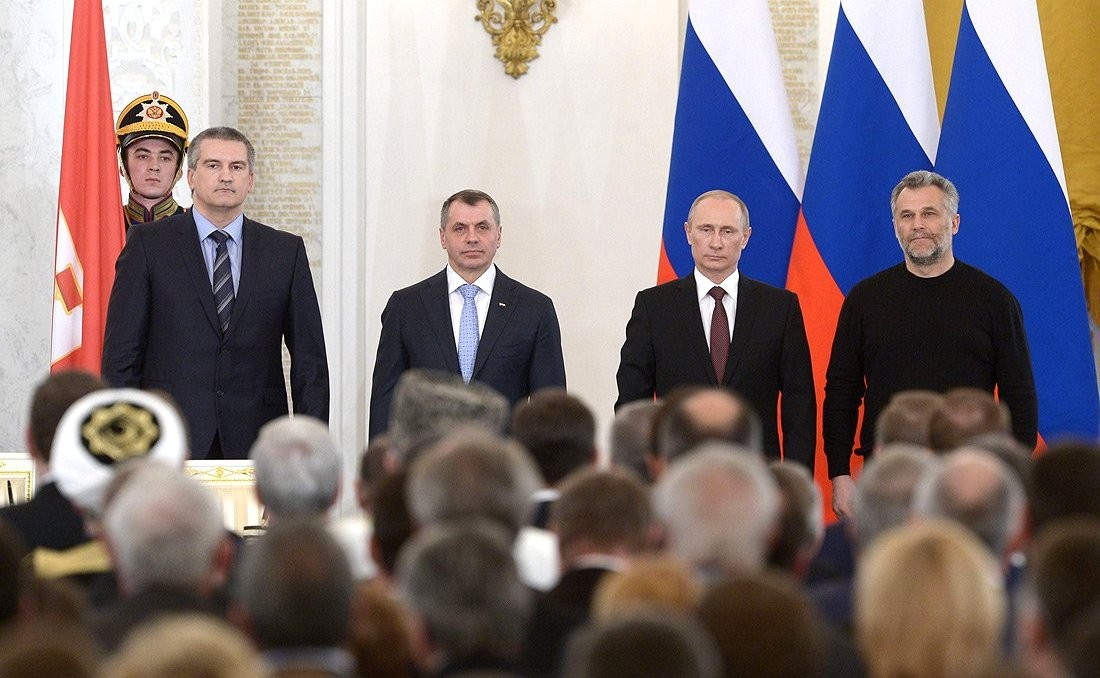
Після підписання — Аксьонов, Константинов, Путін, Чалий (у светрі)

Договір підписаний 18 березня 2014 року о 16:00 в Георгіївському залі Великого Кремлівського палацу Президентом Росії Володимиром Путіним та прем'єр-міністром самопроголошеної Республіки Крим Аксьоновим Сергієм Валерійовичем, головою новоствореної «Державної Ради» самопроголошеної Республіки Крим Константиновим Володимиром Андрійовичем, представником сепаратиського керівництва м. Севастополь — російським громадянином Чалим Олексієм Михайловичем. Проти усіх посадовців з «кримської» сторони на час підписання були розпочаті кримінальні провадження Службою безпеки України.
Підписанню передував виступ В. Путіна перед членами обох палат парламенту.
Церемонію транслював у прямому ефірі новинний телеканал Євроньюз. Конституційний Суд РФ 19 березня одноголосно визнав договір таким, що відповідає Конституції РФ.
20 березня Державна дума РФ ратифікувала договір майже одноголосно — проти виступив лише Ілля Пономарьов, чотири депутати не голосували.
21 березня договір одностайно ратифікований Радою Федерації. Згідно з офіційною позицією МЗС РФ, набрав чинності 1 квітня 2014.

## Зміст договору
Договір складається з преамбули і 10 статей.
- У преамбулі наголошується на історичній спільності народів (неназваних поіменно), принципі рівноправності і самовизначення народів, закріпленому в Статуті ООН; йде посилання на «загальну волю своїх народів», нерозривно пов'язаних спільністю історичної долі, до спільного проживання у складі демократичної федеративної правової держави; також преамбула відсилає до «вільного і добровільного» волевиявлення народів Криму на загальнокримському референдумі.
- Республіка Крим вважається прийнятою в Російську Федерацію з дати підписання.
- У складі Російської Федерації утворюються нові суб'єкти — Республіка Крим і місто федерального значення Севастополь.
- Державними мовами Республіки Крим є російська, українська і кримськотатарська.
- Громадяни України та особи без громадянства, які постійно проживають на території Республіки Крим або Севастополя, визнаються громадянами Російської Федерації, за винятком осіб, які протягом одного місяця зголосяться зберегти наявне у них інше громадянство.
- До 1 січня 2015 року діє перехідний період, протягом якого врегульовуються питання інтеграції нових суб'єктів Російської Федерації в економічну, фінансову, кредитну та правову системи Російської Федерації, в її систему органів державної влади.
- Громадяни Російської Федерації, призвані на військову службу в Республіці Крим та місті Севастополі, проходять її на територіях Республіки Крим та міста Севастополя до 2016 року.
- На території Республіки Крим і Севастополя застосовується законодавство Російської Федерації. Нормативно-правові акти Республіки Крим і Севастополя застосовуються в частині, що не суперечить йому.

## Реакція

### Реакція української влади
Влада запевнила, що Україна ніколи не змириться із захопленням її території.
18 березня до МЗС України було викликано Тимчасового повіреного у справах Російської Федерації в Україні А. Воробйова, якому була вручена нота протесту проти визнання Росією нелегітимної Республіки Крим та підписання договору про анексію.
Верховна Рада заявила, що Росія зухвало порушила не тільки чинне законодавство суверенної України, але й фундаментальні норми міжнародного права. Про це зазначено в прийнятій 20 березня Декларації про боротьбу за звільнення України.
Також Верховна Рада визнала кримськотатарський народ корінним, а його Меджліс і Курултай — повноважними органами.
Уряд України заявив, що не збирається вступати в НАТО, проте частково підпише Асоціацію з ЄС. Також заявлено про можливість введення візового режиму з Росією.

### Реакція в Росії
В Росії подію сприймали як історичний крок Путіна. Анексія, за даними провладних ЗМІ, спричинила зростання рейтингів Путіна і зростання патріотизму. День анексії Криму запропонували зробити пам'ятною датою. Лідер ЛДПР Жириновський заявив, що Росія не зупиниться на анексії Криму й повинна захопити Донбас, Херсон, Миколаїв, Дніпро, Луганськ, Запоріжжя та Одесу.
Проте, окремі митці й правозахисники висловилися проти приєднання Криму на «Конгресі інтелігенції проти війни, самоізоляції Росії та реставрації тоталітаризму», що відкрився у Москві 19 березня.

### Реакція міжнародного співтовариства
Світове співтовариство майже одноголосно (за винятком Вірменії, Казахстану і Північної Кореї) засудило дії Росії щодо Криму і відмовилось вважати легітимним як псевдореферендум, так і його «юридичне» закріплення у вигляді договору про приєднання.
Членство Росії у «Великій Вісімці» було призупинено, внаслідок чого вона повернулася до формату «Сімки».
Японія заморозила всі переговори про спрощення візового режиму з РФ і нові інвестиційні угоди.
Польща закликала Європу і Сполучені Штати поставитися рішуче до ситуації у Криму і назвала те, що відбулося, «викликом усьому вільному світу».
Європейський Союз не визнає ані незаконний і неправомірний референдум у Криму, ані його результат. ЄС не визнає і не визнаватиме анексію Криму та Севастополя і приєднання їх до Російської Федерації (спільна заява Президента Європейської Ради Германа Ван Ромпея і Президента Європейської Комісії Жозе Мануеля Баррозу). У такому ключі виступили і лідери західних країн, голови НАТО, Ради Європи, ОБСЄ.
НАТО не визнає анексії Криму та вважає, що РФ продовжує небезпечний шлях до міжнародної ізоляції.
Лідери США, Німеччини, Франції та Польщі назвали входження Криму до складу РФ незаконним. Так, віце-президент США Джо Байден назвав цей крок «нічим іншим, як загарбанням».
Також країнами Західного світу запроваджено ряд персональних та економічних санкцій проти громадян Росії та України, банківської системи РФ.

## Цікаві факти
- Представник сепаратиського керівництва м. Севастополь — російський громадянин Олексій Чалий на церемонії підписання всупереч загальноприйнятому протоколу був у светрі.
- На церемонії підписання був відсутній Патріарх Московський і всієї Русі Кирил[31]